# NGC 6517
NGC 6517 ist ein 37.800 Lichtjahre entfernter Kugelsternhaufen im Sternbild Schlangenträger. 
Der Sternhaufen wurde am 16. Juni 1784 von dem Astronomen William Herschel mithilfe seines 18,7-Zoll-Teleskops entdeckt und später von Johan Dreyer in seinen New General Catalogue aufgenommen.